# Teribe (Panama)
Teribe è un comune (corregimiento) della Repubblica di Panama situato nel distretto di Changuinola, provincia di Bocas del Toro. Si estende su una superficie di 858,5 km² e conta una popolazione di 2.578 abitanti (censimento 2010).  